# Carrera de Campeones
La Carrera de Campeones (nombre en inglés: Race of Champions también conocida como ROC) es un evento internacional de automovilismo que se celebra al final de cada temporada. La carrera fue creada en 1988 por Michèle Mouton y Fredrik Johnson. En un primer momento fue organizada en memoria a Henri Toivonen y Sergio Cresto. Cada año se elige a un campeón individual, que gana el trofeo Henri Toivonen y se le otorga el título de Campeón de Campeones.
La primera edición incluyó a ocho campeones mundiales de rallies de 1979 a 1988: Björn Waldegård, Walter Röhrl, Ari Vatanen, Hannu Mikkola, Stig Blomqvist, Timo Salonen, Juha Kankkunen y Miki Biasion. La batalla final fue entre dos finlandeses voladores, en la cual Kankkunen venció a Salonen para convertirse en el primer Campeón de Campeones. Los autos utilizados en ese primer evento fueron: Audi Quattro S1, BMW M3, Ford Sierra RS Cosworth, Lancia Delta Integrale, Opel Manta 400 y Peugeot 205 Turbo 16.
La Copa de Naciones se añadió en 1995. Cada país lleva un piloto de rally y un piloto de pista. El primer piloto suele proceder del Campeonato Mundial de Rally, y el segundo de la Fórmula 1, NASCAR, Champ Car, IndyCar Series o a veces del Campeonato Mundial de Motociclismo. Algunas veces, pilotos de carreras que tienen alguna experiencia en todo terreno o en rally han representado a sus países en la prueba de rally. En 2002 y 2004, EE. UU. tuvo al piloto de NASCAR Jimmie Johnson como piloto de rally, ya que Johnson había sido campeón en carreras todoterreno, con títulos en SCORE International y CORR.
Después de tres años celebrándose en el Stade de France en París, las ediciones de 2007 y 2008 se celebraron en el Estadio Nuevo Wembley en Londres, Reino Unido. La carrera de Campeones 2009 se corrió en el Estadio Nacional de Pekín de China del 2 al 4 de noviembre. En 2010 y 2011 se corrió en Alemania en el estadio Esprit Arena de Düsseldorf. En 2012 se disputó en Bangkok, Tailandia.

## Ediciones

### 2004

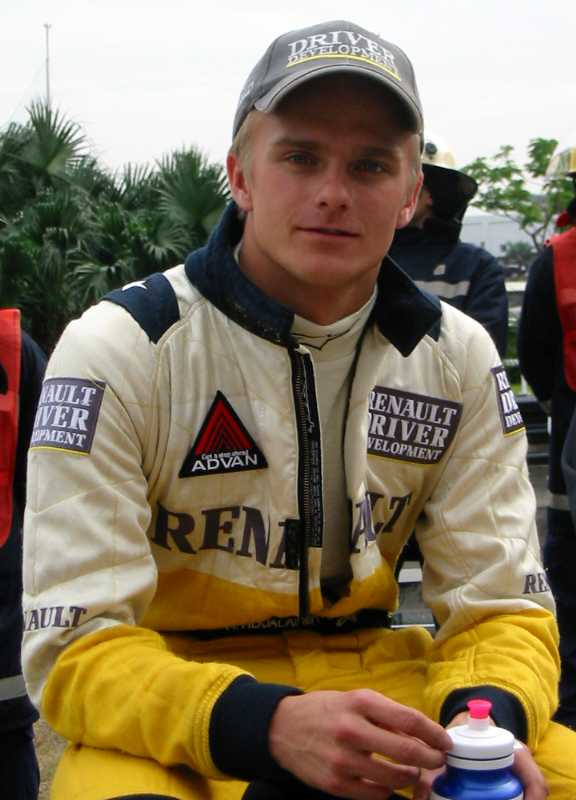
Heikki Kovalainen sorpresivo ganador del 2004

El evento de 2004 tuvo lugar el 6 de diciembre en el Stade de France en Saint-Denis. La prueba individual fue ganada por Heikki Kovalainen y la prueba por equipos por Jean Alesi y Sébastien Loeb representando a Francia. También hubo una carrera especial "El Reto de Campeones del Mundo" entre los Campeones del Mundo de 2004 de Fórmula 1 Michael Schumacher y el de Rally Sébastien Loeb. Michael ganó la carrera.
Los pilotos que participaron fueron:
| País                         | Piloto de pista    | Piloto de rally   |
| ---------------------------- | ------------------ | ----------------- |
| Brasil                       | Felipe Massa       | Tony Kanaan       |
| Finlandia                    | Heikki Kovalainen  | Marcus Grönholm   |
| Francia                      | Jean Alesi         | Sébastien Loeb    |
| Francia (Equipo PlayStation) | Sébastien Bourdais | Stéphane Sarrazin |
| Alemania                     | Michael Schumacher | Armin Schwarz     |
| Gran Bretaña                 | David Coulthard    | Colin McRae       |
| Suecia                       | Kenny Bräck        | Mattias Ekström   |
| EE. UU.                      | Casey Mears        | Jimmie Johnson    |

(Casey Mears fue sustituto en el último minuto de Jeff Gordon, que había sido hospitalizado con gripe y los médicos le aconsejaron no participar en este evento aunque participó en la fiesta de la entrega de premios de la NASCAR esa misma semana).

### 2005

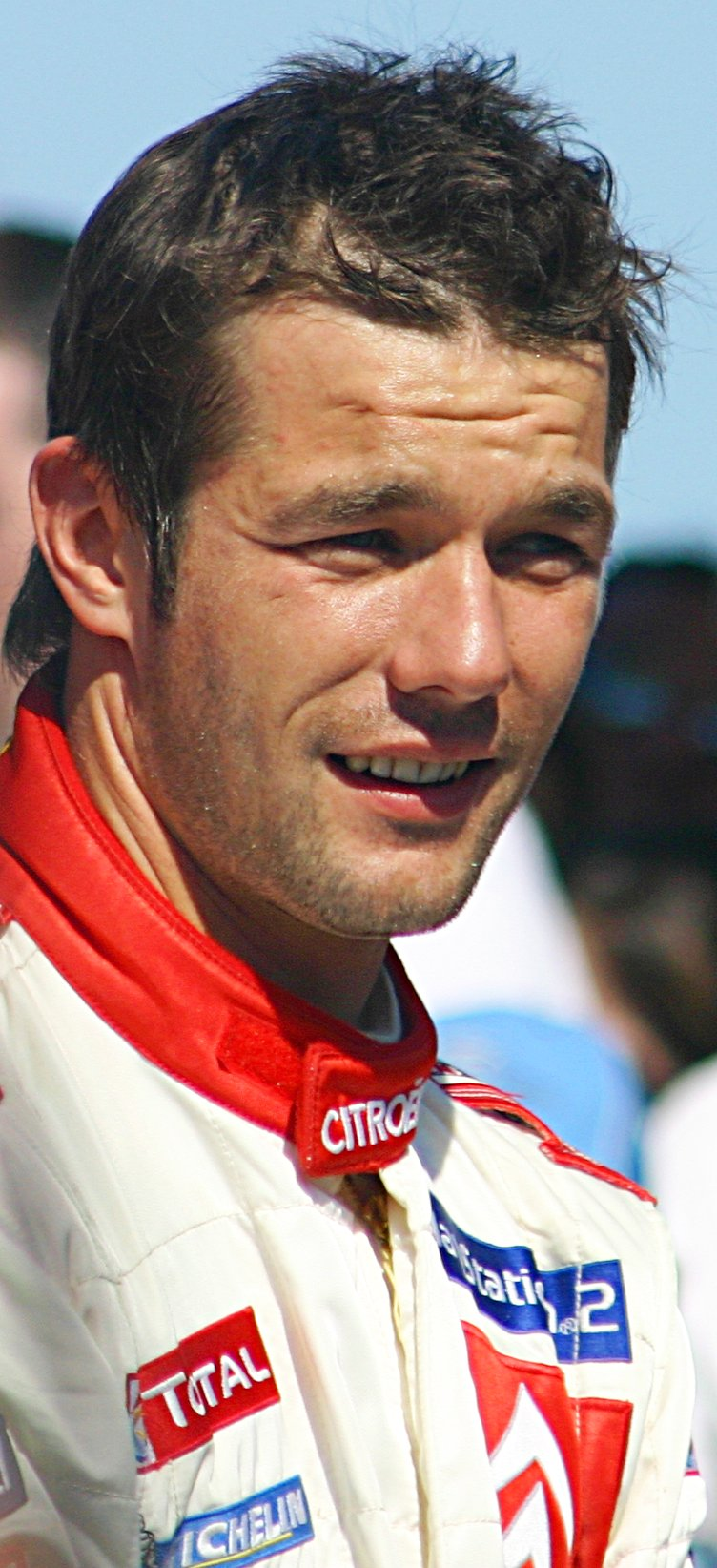
Sébastien Loeb ganó su segundo título en 2005

La Carrera de Campeones 2005 tuvo lugar el 3 de diciembre en el Stade de France en Saint-Denis. 
La prueba individual fue ganada por Sébastien Loeb después de que Tom Kristensen tuviera un accidente en la final. La prueba de la Copa de Naciones fue ganada por Tom Kristensen y Mattias Ekström representando a Escandinavia.
Los cambios sobre años anteriores fueron la inclusión de pilotos comodín, la utilización del Porsche 911 GT3 en vez del Ferrari 360 y la introducción del Renault Mégane al lado del Citroën Xsara WRC y el tradicional "ROC Buggy" como coches de competición.
Los pilotos que participaron fueron:
| País                    | Piloto de pista    | Piloto de rally      |
| ----------------------- | ------------------ | -------------------- |
| Francia                 | Jean Alesi         | Sébastien Loeb       |
| EE. UU.                 | Jeff Gordon        | Travis Pastrana      |
| Gran Bretaña            | David Coulthard    | Colin McRae          |
| Finlandia               | Heikki Kovalainen  | Marcus Grönholm      |
| Brasil                  | Felipe Massa       | Nelson Piquet Jr     |
| Escandinavia            | Tom Kristensen     | Mattias Ekström      |
| Benelux                 | Christijan Albers  | Francois Duval       |
| Team Playstation France | Sébastien Bourdais | Stéphane Peterhansel |
| Alemania                | Bernd Schneider    | Armin Schwarz        |
| Comodines - ROC         | Dan Wheldon        | Daniel Sordo         |

### 2006

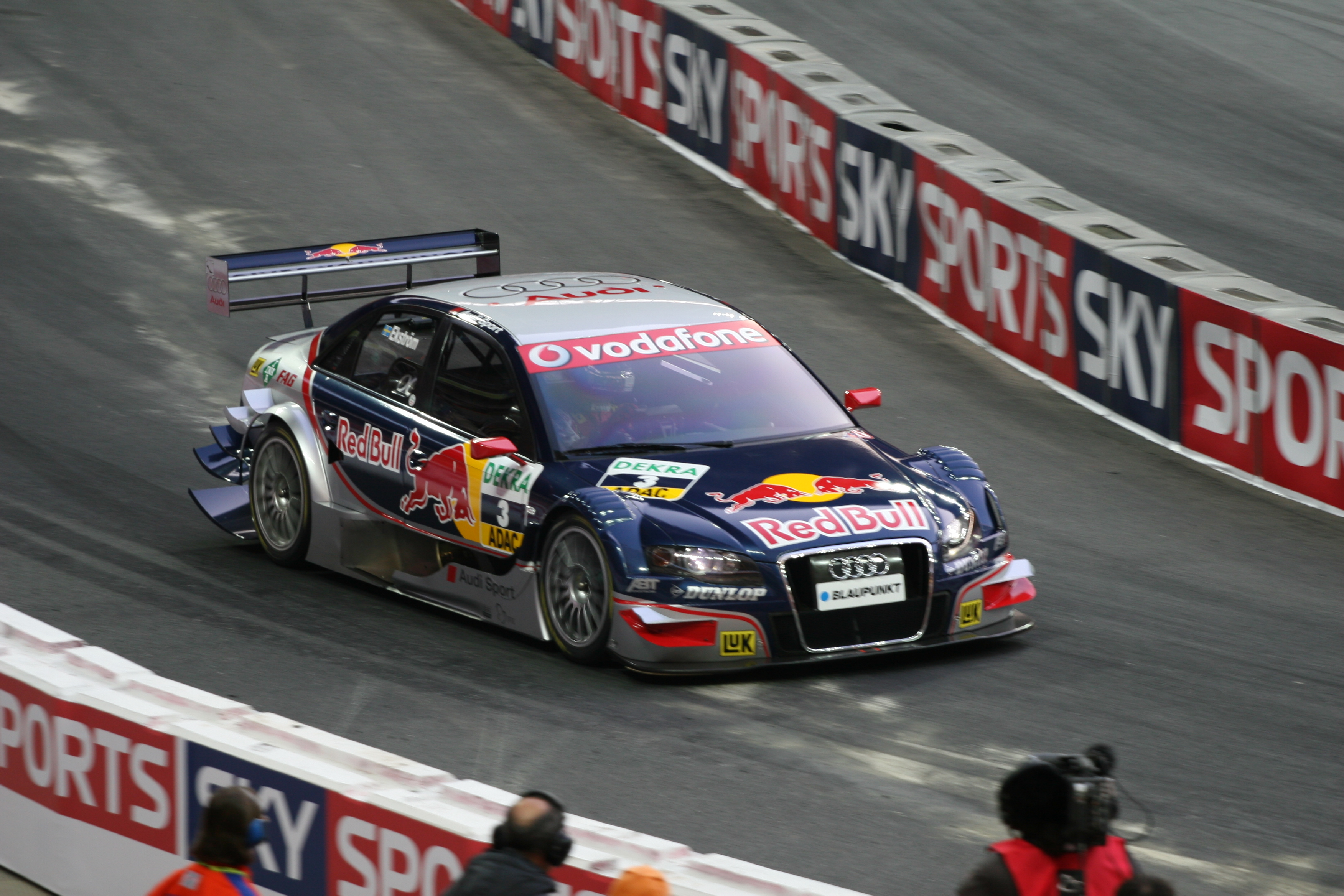
Mattias Ekström ganador del 2006 en una demostración con su auto DTM en el evento del 2007

La Carrera de Campeones 2006 tuvo lugar el 16 de diciembre en el Stade de France en Saint-Denis.
Se empezó con la Copa de Naciones y la prueba fue ganada por Finlandia, con Heikki Kovalainen ganando al americano Travis Pastrana en la final. El compañero de Kovalainen fue el bicampeón del mundo de WRC Marcus Grönholm, mientras que Pastrana pilotó todas las rondas para el equipo de EE. UU., después de que Jimmie Johnson y su sustituto, Scott Speed, tuvieran que renunciar a la competición por lesión.
La prueba individual y el Trofeo Memorial Henri Toivonen fue ganado por Mattias Ekström de Suecia. Ganó a Kovalainen por 0.0002 segundos en las semifinales y al anterior campeón Sébastien Loeb de Francia, en la final.
La alineación fue:
| País           | Piloto de pista    | Piloto de rally      |
| -------------- | ------------------ | -------------------- |
| Francia        | Sébastien Bourdais | Sébastien Loeb       |
| Francia 2      | Yvan Muller        | Stéphane Peterhansel |
| Estados Unidos | Scott Speed        | Travis Pastrana      |
| Inglaterra     | James Thompson**   | Andy Priaulx         |
| Finlandia      | Heikki Kovalainen  | Marcus Grönholm      |
| Escandinavia   | Tom Kristensen     | Mattias Ekström      |
| Escocia        | David Coulthard    | Colin McRae          |
| Alemania       | Bernd Schneider    | Armin Schwarz        |
| España         | Nani Roma          | Dani Sordo           |

* - Al lesionarse Jimmie Johnson y su suplente Scott Speed, no se pudo encontrar otro recambio.
** - Jenson Button no pudo correr debido a que tenía dos costillas rotas.

### 2007

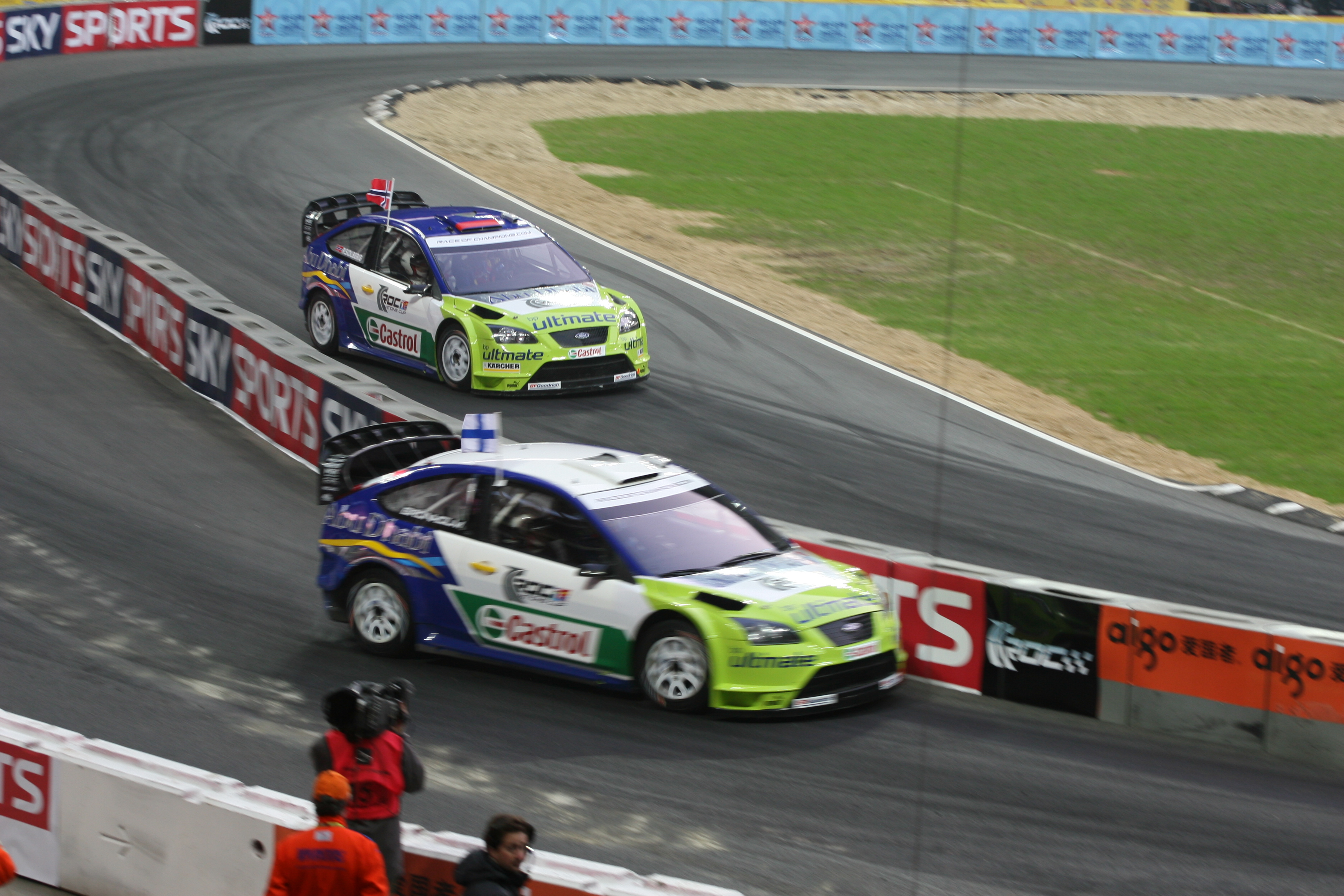
Marcus Grönholm y Henning Solberg en sendos Ford Focus WRC en la copa de Naciones 2007

La Carrera de Campeones 2007 tuvo lugar el 16 de diciembre en el Estadio Nuevo Wembley en Londres. 
Mattias Ekström ha revalidado su título en la Carrera de Campeones al imponerse en la final al alemán Michael Schumacher.
Después de vencer en la pasada temporada a Sébastien Loeb en la final, el piloto sueco de la DTM, Mattias Ekström, ha revalidado su título en la Carrera de Campeones al imponerse en la final al siete veces campeón del mundo de Fórmula 1, Michael Schumacher, que previamente había obtenido el título de Naciones para Alemania junto a Sebastian Vettel.

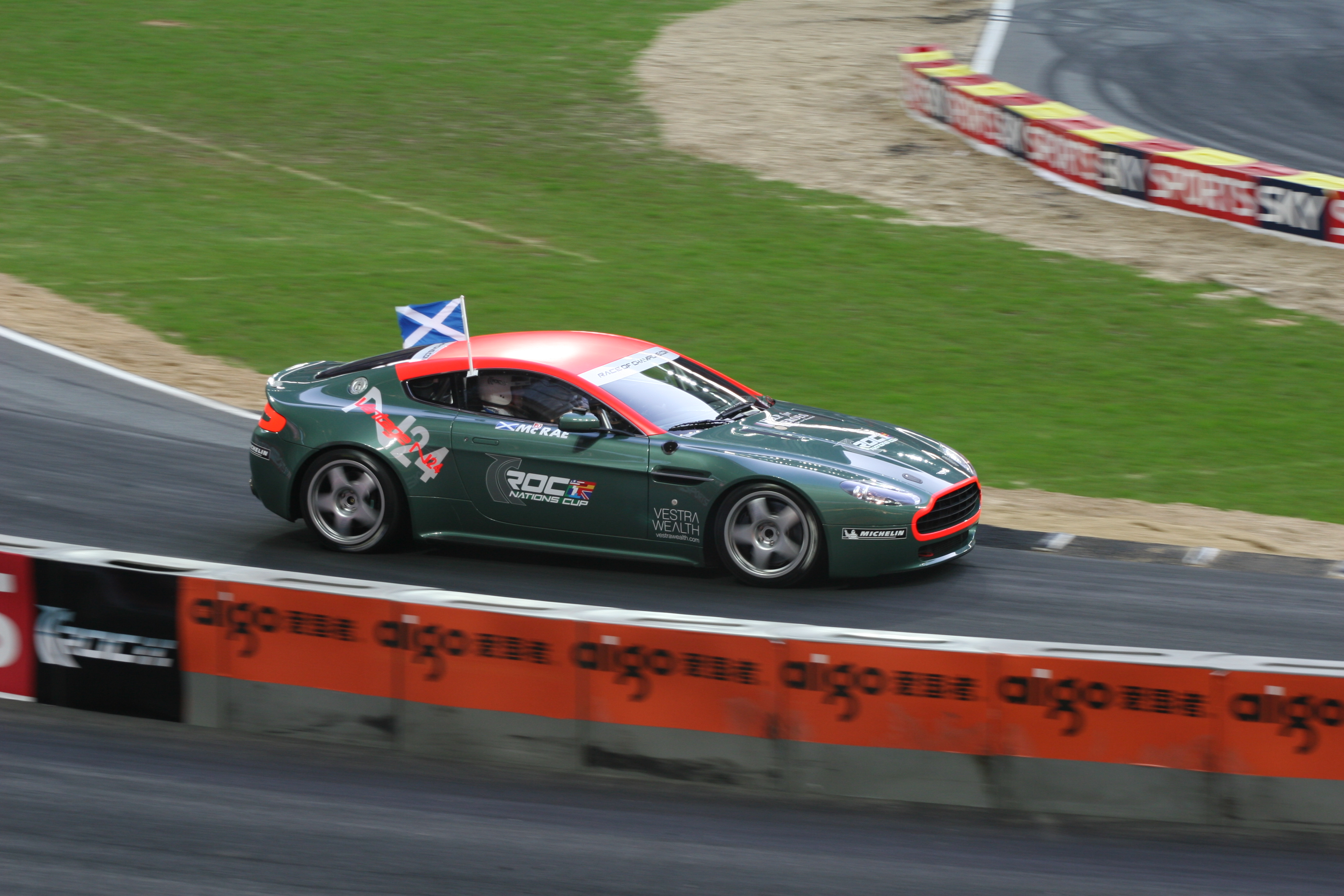
Alistar McRae en la edición de 2007

La final llegaba a la carrera de desempate tras una victoria de Ekström con el Opel Astra y otra de Schumacher con el buggy de competición. El alemán sugería que en la última carrera, los pilotos se intercambiasen los Opel Astra que habían empleado en la primera carrera. Ekström estaba conforme, y al hablarlo con la organización, el intercambio se llevó a cabo, a pesar de que los organizadores hubiesen preferido hacerlo con el buggy. Finalmente, el sueco hizo valer su mayor experiencia con modelos de esas características y ganó.
Tras el buen ambiente vivido entre los participantes, la Carrera de Campeones vuelve a ser una de esas competiciones donde no hay perdedores, y los pilotos aceptan participar con el fin de divertirse y divertir al público. El evento tuvo un especial recuerdo para Colin McRae, con un Subaru de su época dorada en el centro del circuito, y numerosas banderas escocesas en los monos y cascos de los pilotos, entre los que se encontraba su hermano Alister.
Los pilotos que participaron fueron:
Mattias Ekström: doble campeón alemán de turismos; Michael Schumacher: siete veces campeón de Fórmula 1 (F1); Sébastien Bourdais: triple campeón de la Champ Car; Andy Priaulx: triple campeón del mundial de turismos; 
Jenson Button: piloto de F1; David Coulthard: subcampeón de F1 en 2001; Heikki Kovalainen: piloto de F1; Travis Pastrana: ocho veces campeón de deportes extremos; Tom Kristensen: siete veces vencedor en Le Mans; Jimmie Johnson: doble campeón de la NASCAR; Marcus Grönholm: doble campeón del mundial de rallyes; Sebastian Vettel: piloto de F1; Alister McRae: piloto de rallyes; Yvan Muller: piloto del mundial de turismos; Petter Solberg: campeón del mundial de rallyes en 2003 y Henning Solberg: piloto de rallyes. 
| País         | Piloto de pista    | Piloto de rally  |
| ------------ | ------------------ | ---------------- |
| Alemania     | Michael Schumacher | Sebastian Vettel |
| EE. UU.      | Jimmie Johnson     | Travis Pastrana  |
| Gran Bretaña | Jenson Button      | Andy Priaulx     |
| Noruega      | Henning Solberg    | Petter Solberg   |
| Escocia      | David Coulthard    | Alister McRae    |
| Francia      | Sébastien Bourdais | Yvan Muller      |
| Finlandia    | Heikki Kovalainen  | Marcus Grönholm  |
| Escandinavia | Tom Kristensen     | Mattias Ekström  |

### 2008

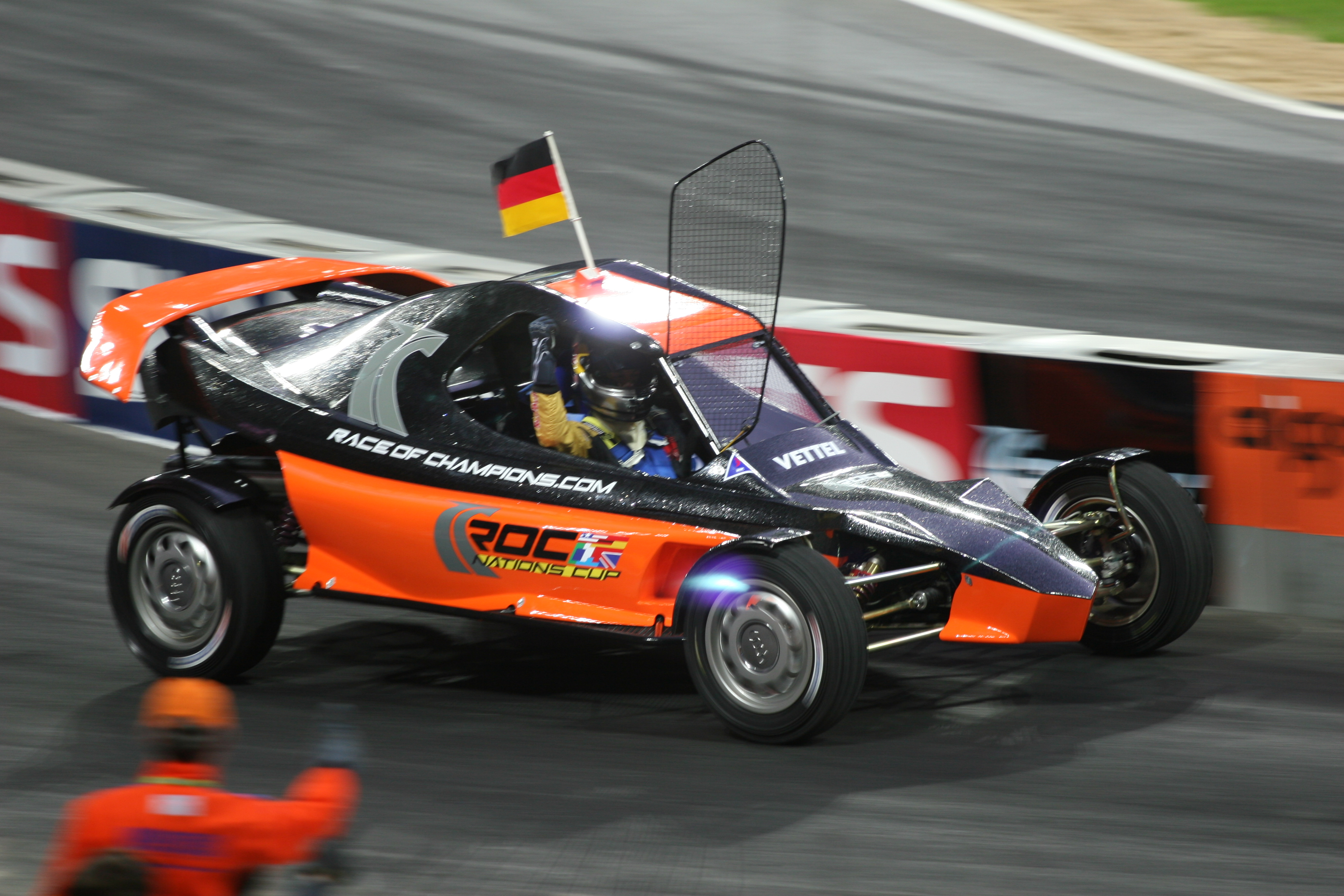
Sebastian Vettel conduciendo un ROC buggy

La Carrera de Campeones 2008 se disputó el 14 de diciembre en el Estadio Nuevo Wembley en Londres. Gran Bretaña estuvo representada por dos equipos, auspiciados por las revistas Autosport y F1 Racing. Sébastien Loeb cosechó su tercer campeonato de campeones, en tanto que la dupla alemana de Michael Schumacher y Sebastian Vettel retuvo la Copa de las Naciones. Se usaron seis automóviles: el buggy tradicional, el KTM X-Bow, el RX150, el Ford Focus WRC, el Abarth 500 Assetto Corse y el Solution F Prototype.
| País                   | Primer piloto      | Segundo piloto   |
| ---------------------- | ------------------ | ---------------- |
| Gran Bretaña Autosport | Jenson Button      | Andy Priaulx     |
| Gran Bretaña F1 Racing | David Coulthard    | Jason Plato      |
| Alemania               | Michael Schumacher | Sebastian Vettel |
| Escandinavia           | Tom Kristensen     | Mattias Ekström  |
| EE. UU.                | Carl Edwards       | Tanner Foust     |
| Francia                | Sébastien Loeb     | Yvan Muller      |
| Estrellas              | Jaime Alguersuari  | Troy Bayliss     |
| Irlanda                | Gareth MacHale     | Adam Carroll     |

### 2009
El sueco Mattias Ekström se impuso en la prueba individual de la carrera de campeones celebrada en el Estadio Nacional de Pekín de China.
El piloto sueco llegó a la final tras imponerse en las rondas previas al reciente coronado campeón del mundo de Fórmula 1, el británico Jenson Button, y al danés Tom Kristensen, ganador en ocho ocasiones de las 24 Horas de Le Mans. Finalmente, el dos veces campeón de la DTM batió en la final al 7 veces campeón del mundo de Fórmula 1 Michael Schumacher para alzarse con su tercera carrera de campeones individual. Con esta victoria y después de haber triunfado también en 2006 y 2007, el sueco ha ganado en los tres lugares distintos donde se ha celebrado el evento desde el año 2004: el Stade de France (París), el estadio de Wembley (Londres) y el estadio Olímpico del nido de pájaro (Pekín).
| País           | Primer piloto      | Segundo piloto     |
| -------------- | ------------------ | ------------------ |
| Alemania       | Michael Schumacher | Sebastian Vettel   |
| AllStars       | David Coulthard    | Giniel de Villiers |
| Australia      | Mick Doohan        | Chad Reed          |
| China          | Han Han            | Ho-Pin Tung        |
| Finlandia      | Marcus Grönholm    | Mikko Hirvonen     |
| Escandinavia   | Mattias Ekström    | Tom Kristensen     |
| Estados Unidos | Tanner Foust       | Travis Pastrana    |
| Francia        | Guerlain Chicherit | Yvan Muller        |
| Mónaco         | Clivio Piccione    | Emanuele Pirro     |
| Reino Unido    | Jenson Button      | Andy Priaulx       |

### 2010
La 23.ª edición se llevó a cabo del 27 al 28 de noviembre de 2010 en el Esprit Arena de Düsseldorf. Era la primera vez que el evento realizado en Alemania desde 1989, cuando se celebró en el legendario circuito de Nürburgring.
Equipo de Alemania ganó la Copa de las Naciones por cuarto año consecutivo con los pilotos de F1 Michael Schumacher y Sebastian Vettel al derrotar al equipo británico de Andy Priaulx y Jason Plato en la final. En la carrera de campeón de campeones Filipe Albuquerque de Portugal derrotó al múltiple campeón galo de rallies Sébastien Loeb.
| País / equipo  | Pilotos            | 2010                                                 |
| -------------- | ------------------ | ---------------------------------------------------- |
| All-Stars      | Mick Doohan        | Expiloto del mundial de motociclismo                 |
| All-Stars      | Tanner Foust       | X Games / Rally América                              |
| Benelux        | Bertrand Baguette  | IndyCar Series                                       |
| Benelux        | Jeroen Bleekemolen | ALMS & Porsche Supercup                              |
| Francia        | Sébastien Loeb     | WRC                                                  |
| Francia        | Alain Prost        | Trofeo Andros / Ex Fórmula 1                         |
| Alemania       | Michael Schumacher | Fórmula 1                                            |
| Alemania       | Sebastian Vettel   | Fórmula 1                                            |
| Reino Unido    | Jason Plato        | BTCC                                                 |
| Reino Unido    | Andy Priaulx       | WTCC                                                 |
| Escandinavia   | Heikki Kovalainen  | Fórmula 1                                            |
| Escandinavia   | Tom Kristensen     | Le Mans Series                                       |
| Portugal       | Filipe Albuquerque | Campionato Italiano Gran Turismo & Superstars Series |
| Portugal       | Álvaro Parente     | Superleague Formula & Campeonato de España de GT     |
| Estados Unidos | Carl Edwards       | NASCAR                                               |
| Estados Unidos | Travis Pastrana    | X Games / Rally América                              |

### 2011
La Carrera de Campeones se verificó durante el 3 y 4 diciembre en el Esprit Arena de Düsseldorf. Era la segunda vez consecutiva y por tercera vez en general, que el evento se celebró en Alemania.
Sebastien Ogier venció a Tom Kristensen en la final para convertirse en Campeón de Campeones, mientras que el equipo de Alemania se llevó su quinta Copa de Naciones consecutiva cortesía de Sebastian Vettel y Michael Schumacher.
Heinz-Harald Frentzen también ganó el trofeo Leyendas de ROC sobre Hans-Joachim Stuck, Duez Marc y Stig Blomqvist.
| País / equipo  | Pilotos            | 2011                        |
| -------------- | ------------------ | --------------------------- |
| All-Stars      | Filipe Albuquerque | DTM                         |
| All-Stars      | David Coulthard    | DTM                         |
| Francia        | Romain Grosjean    | GP2 Series                  |
| Francia        | Sébastien Ogier    | WRC                         |
| Alemania 1     | Michael Schumacher | Fórmula 1                   |
| Alemania 1     | Sebastian Vettel   | Fórmula 1                   |
| Alemania 2     | Timo Glock         | Fórmula 1                   |
| Alemania 2     | Timo Scheider      | DTM                         |
| Alemania 2     | Martin Tomczyk     | DTM                         |
| Reino Unido    | Jenson Button      | Fórmula 1                   |
| Reino Unido    | Andy Priaulx       | ILMC                        |
| Escandinavia   | Mattias Ekström    | DTM                         |
| Escandinavia   | Juho Hänninen      | SWRC/IRC                    |
| Escandinavia   | Tom Kristensen     | ILMC                        |
| Eslavo         | Jan Kopecký        | IRC                         |
| Eslavo         | Vitaly Petrov      | Fórmula 1                   |
| Estados Unidos | Brian Deegan       | X Games/Traxxas Torc Series |
| Estados Unidos | Travis Pastrana    | X Games/K&N Pro Series      |

### 2012
La 25.ª edición de la Carrera de Campeones se llevó a cabo del 14 al 16 de diciembre del 2012 en el estadio Rajamangala en Bangkok, Tailandia.
La Copa de Naciones fue ganada por sexta ocasión consecutiva por el equipo de Alemania (Vettel / Schumacher), con un resultado de 2-0 sobre la escuadra de Francia (Grosjean / Ogier). El dúo teutón quedó invicto en cada una de sus pruebas previas a la gran final.
El Campeón de Campeones del 2012 fue el galo Romain Grosjean quien dejó sorpresivamente en el camino a los ganadores de la Copa de Naciones del día anterior, Sebastian Vettel en cuartos de final y a Michael Schumacher en la semifinal. En la gran final el piloto de F1 derrotó a la leyenda de Le Mans, el nórdico Tom Kristensen por un marcador de 2-0.
| País / equipo | Pilotos                      | 2012              |
| ------------- | ---------------------------- | ----------------- |
| All-Stars     | Tom Kristensen               | WEC               |
| All-Stars     | Jorge Lorenzo                | MotoGP            |
| Australia     | Mick Doohan                  | Ninguno           |
| Australia     | Jamie Whincup                | V8 Supercars      |
| Francia       | Romain Grosjean              | Fórmula 1         |
| Francia       | Sébastien Ogier              | WRC               |
| Alemania      | Michael Schumacher           | Fórmula 1         |
| Alemania      | Sebastian Vettel             | Fórmula 1         |
| Reino Unido   | David Coulthard              | DTM               |
| Reino Unido   | Andy Priaulx                 | DTM               |
| Team Americas | Benito Guerra                | PWRC              |
| Team Americas | Ryan Hunter-Reay             | IndyCar           |
| Tailandia     | Nattavude Charoensukawattana | SuperCar Thailand |
| Tailandia     | Tin Sritrai                  | SuperCar Thailand |
| India         | Narain Karthikeyan           | Fórmula 1         |
| India         | Karun Chandhok               | WEC               |

Autos utilizados en la ROC 2012
- Audi R8 LMS
- VW Scirocco
- Lamborghini Gallardo ST
- Toyota GT86
- ROC CAR (buggy)
- KTM X-Bow
- Euro Racecar

### 2013
La 26.ª edición de la Carrera de Campeones estaba previsto que se celebrará el 14 y 15 de diciembre del 2013 de nueva cuenta en el estadio Rajamangala en Bangkok. Sin embargo, los problemas políticos que afronta el país y la región hicieron que se cancelará el evento.
Los organizadores habían confirmado la participación de la escocesa Susie Wolff, quien se convertirá en la primera mujer en competir en la ROC de este año. Wolff, actual piloto de pruebas del equipo Williams Racing, se unirá a su compatriota David Coulthard ex F1, para formar el equipo de Gran Bretaña. También confirman Michael Schumacher, Tom Kristensen la leyenda de Le Mans, el cuatro veces campeón de V8 Supercar Jamie Whincup y el nuevo campeón mundial de rallies Sébastien Ogier.

### 2015
En 2015 la Carrera de campeones volvió a Londres donde ya se había disputado en las ediciones de 2007 y 2008. Se celebró los días 20 y 21 de noviembre en el Estadio Olímpico de Stratford.
La Copa de Naciones, celebrada el viernes 20, fue ganado por el equipo de Inglaterra formado por el piloto de turismos Jason Plato y Andy Priaulx, tricampeón mundial de turismos. 
Sebastian Vettel obtuvo el título de Campeón de campeones al imponerse a Tom Kristensen en la final. Es el primer título individual del tetracampeón mundial de Fórmula 1, que se suma a los 6 títulos de Campeón de Naciones que obtuvo con su compatriota Michael Schumacher.

### 2017
La 28.º edición de la Carrera de Campeones tuvo lugar los días 21 y 22 de enero de 2017 en el Miami Marlins Park, en Estados Unidos.
La Carrera de Campeones se realizó el sábado 21 a las 15:00 hora local mientras que la Copa de naciones que se denominó "America Vs the World" tuvo lugar el domingo 22 a las 12:00 hora local. 
Esta edición fue recordada por el accidente de Felipe Massa y Pascal Wehrlein, haciendo este último que fuera sustituido por Antonio Giovinazzi. 
Pilotos Participantes
| Nacionalidad              | Piloto             | Campeón                                                                                   |
| ------------------------- | ------------------ | ----------------------------------------------------------------------------------------- |
| Bandera de Colombia       | Juan Pablo Montoya | Bicampeón de las 500 Millas de Indianápolis; Campeón de la CART World Championship Series |
| Bandera de Estados Unidos | Alexander Rossi    | Campeón de las 500 Millas de Indianápolis                                                 |
| Bandera de Estados Unidos | Scott Speed        | Bicampeón del Campeonato Global de Rallycross                                             |
| Bandera de Brasil         | Felipe Massa       | Vencedor en 11 Grandes Premios de Fórmula 1                                               |
| Bandera de Brasil         | Tony Kanaan        | Campeón de las IndyCar Series ; Campeón de las 500 Millas de Indianápolis                 |
| Bandera de Estados Unidos | Kurt Busch         | Campeón de la Copa NASCAR                                                                 |
| Bandera de Estados Unidos | Ryan Hunter-Reay   | Campeón de las IndyCar Series ; Campeón de las 500 Millas de Indianápolis                 |
| Bandera de Dinamarca      | Tom Kristensen     | 9 veces ganador de las 24 Horas de Le Mans ; Campeón mundial del WEC                      |
| Bandera de Estados Unidos | Travis Pastrana    | Campeón de los X Games                                                                    |
| Bandera de Noruega        | Petter Solberg     | Campeón mundial de WRC ; Bicampeón mundial de RallyCross                                  |
| Bandera de Alemania       | Sebastian Vettel   | 4 veces campeón del mundo de Fórmula 1                                                    |
| Bandera del Reino Unido   | David Coulthard    | Vencedor en 13 Grandes Premios de Fórmula 1                                               |
| Bandera del Reino Unido   | Jenson Button      | Campeón del mundo de Fórmula 1                                                            |
| Bandera de Colombia       | Gabby Chaves       | Campeón de las Indy Lights                                                                |
| Bandera de Estados Unidos | Kyle Busch         | Campeón de la Copa NASCAR ; Campeón de la NASCAR Xfinity Series                           |
| Bandera de Brasil         | Helio Castroneves  | Tricampeón de las 500 Millas de Indianápolis                                              |
| Bandera de Canadá         | James Hinchcliffe  | 3 victorias en las IndyCar Series                                                         |
| Bandera de Alemania       | Pascal Wehrlein    | Campeón del DTM                                                                           |
| Bandera de Argentina      | Gabriel Glusman    |                                                                                           |
| Bandera de Canadá         | Stefan Rzadzinski  |                                                                                           |

Equipos Participantes
| Nación                                    | Equipo                          | Pilotos                             |
| ----------------------------------------- | ------------------------------- | ----------------------------------- |
| Bandera de Estados Unidos                 | Equipo USA IndyCar              | Ryan Hunter-Reay Alexander Rossi    |
| Bandera de Estados Unidos                 | Equipo USA Rally X              | Travis Pastrana Scott Speed         |
| Bandera de Estados Unidos                 | Equipo USA NASCAR               | Kyle Busch Kurt Busch               |
| Bandera de Colombia                       | Equipo Colombia                 | Juan Pablo Montoya Gabby Chaves     |
| Bandera de Brasil                         | Equipo Brasil                   | Felipe Massa Tony Kanaan            |
| Bandera de Noruega · Bandera de Dinamarca | Equipo Nórdico                  | Petter Solberg Tom Kristensen       |
| Bandera del Reino Unido                   | Equipo Reino Unido              | Jenson Button David Coulthard       |
| Bandera de Alemania                       | Equipo Alemania                 | Sebastian Vettel Pascal Wehrlein    |
| Bandera de Brasil · Bandera de Argentina  | Equipo RoC Factor Latinoamérica | Hélio Castroneves Gabriel Glusman   |
| Bandera de Canadá                         | Equipo RoC Factor Canadá        | James Hinchcliffe Stefan Rzadzinski |

### Carrera de campeones
|  | Cuartos de final | Cuartos de final   | Cuartos de final |                 |                    | Semifinales        | Semifinales | Semifinales |  |                    | Final              | Final | Final |  |
|  |                  |                    |                  |                 |                    |                    |             |             |  |                    |                    |       |       |  |
|  |                  |                    |                  |                 |                    |                    |             |             |  |                    |                    |       |       |  |
|  | 1                | Juan Pablo Montoya | 2                |                 |                    |                    |             |             |  |                    |                    |       |       |  |
|  | 1                | Juan Pablo Montoya | 2                |                 |                    |                    |             |             |  |                    |                    |       |       |  |
|  | 8                | Travis Pastrana    | 0                |                 |                    |                    |             |             |  |                    |                    |       |       |  |
|  | 8                | Travis Pastrana    | 0                |                 | Juan Pablo Montoya | Juan Pablo Montoya | 2           |             |  |                    |                    |       |       |  |
|  |                  |                    |                  |                 | Juan Pablo Montoya | Juan Pablo Montoya | 2           |             |  |                    |                    |       |       |  |
|  |                  |                    | Felipe Massa     | Felipe Massa    | 0                  |                    |             |             |  |                    |                    |       |       |  |
|  | 5                | Felipe Massa       | Felipe Massa     | Felipe Massa    | 0                  | 2                  |             |             |  |                    |                    |       |       |  |
|  | 5                | Felipe Massa       |                  |                 |                    |                    |             |             |  |                    |                    |       |       |  |
|  | 4                | Helio Castroneves  | 0                |                 |                    |                    |             |             |  |                    |                    |       |       |  |
|  | 4                | Helio Castroneves  | 0                |                 |                    |                    |             |             |  | Juan Pablo Montoya | Juan Pablo Montoya | 2     |       |  |
|  |                  |                    |                  |                 |                    |                    |             |             |  | Juan Pablo Montoya | Juan Pablo Montoya | 2     |       |  |
|  |                  |                    | Tom Kristensen   | Tom Kristensen  | 0                  |                    |             |             |  |                    |                    |       |       |  |
|  | 3                | Tom Kristensen     | Tom Kristensen   | Tom Kristensen  | 0                  | 2                  |             |             |  |                    |                    |       |       |  |
|  | 3                | Tom Kristensen     |                  |                 |                    |                    |             |             |  |                    |                    |       |       |  |
|  | 6                | Jenson Button      | 1                |                 |                    |                    |             |             |  |                    |                    |       |       |  |
|  | 6                | Jenson Button      | 1                |                 | Tom Kristensen     | Tom Kristensen     | 2           |             |  |                    |                    |       |       |  |
|  |                  |                    |                  |                 | Tom Kristensen     | Tom Kristensen     | 2           |             |  |                    |                    |       |       |  |
|  |                  |                    | David Coulthard  | David Coulthard | 0                  |                    |             |             |  |                    |                    |       |       |  |
|  | 7                | David Coulthard    | David Coulthard  | David Coulthard | 0                  | 2                  |             |             |  |                    |                    |       |       |  |
|  | 7                | David Coulthard    |                  |                 |                    |                    |             |             |  |                    |                    |       |       |  |
|  | 2                | Kyle Busch         | 0                |                 |                    |                    |             |             |  |                    |                    |       |       |  |
|  | 2                | Kyle Busch         | 0                |                 |                    |                    |             |             |  |                    |                    |       |       |  |
|  |                  |                    |                  |                 |                    |                    |             |             |  |                    |                    |       |       |  |

## Historial de ganadores
| Año  | Sede           | Campeón de Campeones | Finalista          | Copa de Naciones | Copa de Naciones                              | Rally Masters         | Masters Clásico      |           |
| Año  | Sede           | Campeón de Campeones | Finalista          | País             | Equipo                                        | Rally Masters         | Masters Clásico      |           |
| ---- | -------------- | -------------------- | ------------------ | ---------------- | --------------------------------------------- | --------------------- | -------------------- | --------- |
| 2022 | Piteå          | Mattias Ekström      | Mick Schumacher    | Noruega          | Petter Solberg Oliver Solberg                 |                       |                      |           |
| 2022 | Piteå          | Sébastien Loeb       | Sebastian Vettel   | Noruega          | Petter Solberg Oliver Solberg                 |                       |                      |           |
| 2021 | No se disputó  | No se disputó        | No se disputó      | No se disputó    | No se disputó                                 | No se disputó         | No se disputó        |           |
| 2020 | Evento virtual | Timmy Hansen         | Rubén García Jr.   | All-Stars        | James Baldwin Romain Grosjean                 |                       |                      |           |
| 2019 | México         | Benito Guerra        | Loïc Duval         | Nórdico          | Johan Kristoffersson Tom Kristensen           |                       |                      |           |
| 2018 | Arabia Saudí   | David Coulthard      | Petter Solberg     | Alemania         | Timo Bernhard René Rast                       |                       |                      |           |
| 2017 | Miami          | Juan Pablo Montoya   | Tom Kristensen     | Alemania         | Sebastian Vettel Pascal Wehrlein              |                       |                      |           |
| 2016 | No se disputó  | No se disputó        | No se disputó      | No se disputó    | No se disputó                                 | No se disputó         | No se disputó        |           |
| 2015 | Londres        | Sebastian Vettel     | Tom Kristensen     | Inglaterra       | Andy Priaulx Jason Plato                      |                       |                      |           |
| 2014 | Barbados       | David Coulthard      | Pascal Wehrlein    | Nórdico          | Tom Kristensen Petter Solberg                 |                       |                      |           |
| 2013 | Bangkok        | Cancelado            | Cancelado          | Cancelado        | Cancelado                                     | Cancelado             | Cancelado            | Cancelado |
| 2012 | Bangkok        | Romain Grosjean      | Tom Kristensen     | Alemania         | Michael Schumacher Sebastian Vettel           |                       |                      |           |
| 2011 | Düsseldorf     | Sébastien Ogier      | Tom Kristensen     | Alemania         | Michael Schumacher Sebastian Vettel           |                       |                      |           |
| 2010 | Düsseldorf     | Filipe Albuquerque   | Sebastien Loeb     | Alemania         | Michael Schumacher Sebastian Vettel           |                       |                      |           |
| 2009 | Pekín          | Mattias Ekström      | Michael Schumacher | Alemania         | Michael Schumacher Sebastian Vettel           |                       |                      |           |
| 2008 | Londres        | Sébastien Loeb       | David Coulthard    | Alemania         | Michael Schumacher Sebastian Vettel           |                       |                      |           |
| 2007 | Londres        | Mattias Ekström      | Michael Schumacher | Alemania         | Michael Schumacher Sebastian Vettel           |                       |                      |           |
| 2006 | Saint-Denis    | Mattias Ekström      | Sebastien Loeb     | Finlandia        | Heikki Kovalainen Marcus Grönholm             |                       |                      |           |
| 2005 | Saint-Denis    | Sébastien Loeb       | Tom Kristensen     | Escandinavia     | Tom Kristensen Mattias Ekström                |                       |                      |           |
| 2004 | Saint-Denis    | Heikki Kovalainen    | Sebastien Loeb     | Francia          | Jean Alesi Sébastien Loeb                     |                       |                      |           |
| 2003 | Gran Canaria   | Sébastien Loeb       | Marcus Grönholm    | All-Stars        | Fonsi Nieto Cristiano da Matta Gilles Panizzi |                       |                      |           |
| 2002 | Gran Canaria   | Marcus Grönholm      | Sebastien Loeb     | Estados Unidos   | Jimmie Johnson Jeff Gordon Colin Edwards      |                       |                      |           |
| 2001 | Gran Canaria   | Harri Rovanperä      | Armin Schwarz      | España           | Jesús Puras Rubén Xaus Fernando Alonso        |                       |                      |           |
| 2000 | Gran Canaria   | Tommi Mäkinen        | Marcus Grönholm    | Francia          | Regis Laconi Yvan Muller Gilles Panizzi       | Armin Schwarz         |                      |           |
| 1999 | Gran Canaria   | Didier Auriol        | Tommi Mäkinen      | Finlandia        | Tommi Mäkinen J. J. Lehto Kari Tiainen        | Armin Schwarz         |                      |           |
| 1998 | Gran Canaria   | Colin McRae          | Alister McRae      | No se realizó    | No se realizó                                 | Alister McRae         | Miki Biasion         |           |
| 1997 | Gran Canaria   | Carlos Sainz         | Colin McRae        | No se realizó    | No se realizó                                 | Jarmo Kytölehto       | Walter Röhrl         |           |
| 1996 | Gran Canaria   | Didier Auriol        | François Delecour  | No se realizó    | No se realizó                                 | Flavio Alonso         | No se realizó        |           |
| 1995 | Gran Canaria   | François Delecour    | Colin McRae        | No se realizó    | No se realizó                                 | Andrea Aghini         | Marc Duez            |           |
| 1994 | Gran Canaria   | Didier Auriol        | Stig Blomqvist     | No se realizó    | No se realizó                                 | Timo Salonen          | Jean-Louis Schlesser |           |
| 1993 | Gran Canaria   | Didier Auriol        | Carlos Sainz       | No se realizó    | No se realizó                                 | Suecia Stig Blomqvist | No se realizó        |           |
| 1992 | Gran Canaria   | Andrea Aghini        | Colin McRae        | No se realizó    | No se realizó                                 | Flavio Alonso         | No se realizó        |           |
| 1991 | Madrid         | Juha Kankkunen       | Didier Auriol      | No se realizó    | No se realizó                                 | Josep Maria Bardolet  | No se realizó        |           |
| 1990 | Barcelona      | Stig Blomqvist       | Tommi Mäkinen      | No se realizó    | No se realizó                                 | Kenneth Eriksson      | No se realizó        |           |
| 1989 | Nürburgring    | Stig Blomqvist       | Walter Röhrl       | No se realizó    | No se realizó                                 | No se realizó         | No se realizó        |           |
| 1988 | Montlhéry      | Juha Kankkunen       | Timo Salonen       | No se realizó    | No se realizó                                 | No se realizó         | No se realizó        |           |

## Total de victorias

### Campeón de Campeones
| Piloto             | Victorias |
| ------------------ | --------- |
| Didier Auriol      | 4         |
| Sébastien Loeb     | 4         |
| Mattias Ekström    | 4         |
| Stig Blomqvist     | 2         |
| Juha Kankkunen     | 2         |
| David Coulthard    | 2         |
| Andrea Aghini      | 1         |
| François Delecour  | 1         |
| Carlos Sainz       | 1         |
| Colin McRae        | 1         |
| Tommi Mäkinen      | 1         |
| Harri Rovanperä    | 1         |
| Marcus Grönholm    | 1         |
| Heikki Kovalainen  | 1         |
| Filipe Albuquerque | 1         |
| Sébastien Ogier    | 1         |
| Romain Grosjean    | 1         |
| Sebastian Vettel   | 1         |
| Juan Pablo Montoya | 1         |
| Benito Guerra      | 1         |

### Campeón de Campeones por país
| País      | Victorias |
| --------- | --------- |
| Francia   | 11        |
| Finlandia | 6         |
| Suecia    | 6         |
| Escocia   | 3         |
| Italia    | 1         |
| España    | 1         |
| Portugal  | 1         |
| Alemania  | 1         |
| Colombia  | 1         |
| México    | 1         |

### Copa de Naciones
| País / Equipo  | Victorias |
| -------------- | --------- |
| Alemania       | 8         |
| Finlandia      | 2         |
| Francia        | 2         |
| Noruega        | 2         |
| España         | 1         |
| Estados Unidos | 1         |
| All-Star       | 1         |
| Escandinavia   | 1         |
| Nórdico        | 1         |
| Inglaterra     | 1         |
| Nórdico        | 1         |